# Hormisdas
Hormisdas, född på 400-talet i Frosinone i Campagna di Roma (Latium), död 6 augusti 523 i Rom, var påve från den 20 juli 514 till sin död. Han räknas som helgon i katolska kyrkan, med festdag 6 augusti.

## Biografi
Hormisdas var möjligen ättling till en sasanidisk prins som i exil blev mottagen av kejsar Konstantin. Han föddes i Campagna di Roma och tillhörde en välbärgad och ansedd släkt i Frosinone. Innan han vigdes till präst var han gift; hans son blev påve mad namnet Silverius. Under Symmachus pontifikat var Hormisdas diakon i romerska kyrkan, och under schismen med motpåven Laurentius var han en av Symmachus trognaste försvarare av alla präster. Vid synoden som hölls i Rom 502 var han notarie, och hans gode vän Ennodius av Pavia uttryckte sin övertygelse att denne man som utmärkte sig så för sin fromhet, förmögenhet och börd skulle bli näste att bekläda Heliga stolen.
Dagen efter Symmachus begravning valdes Hormisdas till påve och konsekrerades till sitt ämbete. Det finns inget som tyder på att det fanns något motstånd mot hans utnämning. Ett av den nye påvens första åtaganden var att avlägsna de sista spåren av schismen med Laurentius, genom att återuppta några av de anhängare till motpåven som inte redan kommit tillbaka.
Från första början av pontifikatet tilldrog sig grekiska kyrkans mellanhavanden hans särskilda uppmärksamhet. I Konstantinopel hade en schism uppstått med anledning av kejsar Zenos Henoticon och patriark Acacios av Konstantinopel, vilket hade splittrat den romerska och den grekiska kyrkan. Zenons efterträdare, Anastasios I, vidhöll Henoticon; han blev mer och mer dragen åt monofysitismen, och förföljde biskopar som vägrade förkasta besluten från konciliet i Chalkedon. De tre patriarkerna Makedonius av Konstantinopel, Elias av Jerusalem och Flavianus av Antiochia hade avsatts.
Mitt under dessa stridigheter sökte sig ett antal östliga biskopar till Rom, vilket hade inträffat under Symmachus pontifikat. Syftet var att återställa kyrkornas enhet. Symmachus hade begärt att de skulle ansluta sig till fördömelsen av Acacios, men biskoparna var inte villiga till detta. Saken tog en ny vändning när befälhavaren Vitalianus från nedre Moesien besegrade kejsarens brorson Hypatios och därmed tvingade kejsaren Anastasios att förhandla med honom. Vitalianus begärde att kejsaren skulle kalla till en synod i Heraclea i Thrakien, inbjuda påven till att delta, och återupprätta enheten mellan kyrkorna. 
Följaktligen skrev Anastasios till Hormisdas den 28 december 514 och bjöd honom att närvara vid en synod, den första juli kommande sommar. I ett senare brev kejsaren skrev, den 12 januari, är han inte lika mild i tonen, vilket är ett belägg för att han inte hade en egen önskan om att sluta fred. Det andra brevet nådde Hormisdas före det första, och Hormisdas besvarade det den 4 april, och skrev att utsikterna till fred verkade lysande men att han inte ville svika sina företrädares minnen. Kejsarens första brev ankom den 14 maj, och påven sammankallade då till synod i Rom, varpå han sände kejsaren ett brev, daterat den 8 juli, att han skulle låta sända en ambassad till kejsaren. Vid det laget hade redan kejsarens synod, som sammanstrålat den 1 juli i Heraclea med 200 biskopar närvarande, avslutats utan att något hade uppnåtts.
Påvens ambassad till kejsarens hov bestod av två biskopar, Ennodius av Pavia och Fortunatus av Catina, prästen Venatius, diakonen Vitalis och notarien Hilarius. Hormisdas brev till kejsaren från den 1 augusti 515 finns bevarat, och så även de minutiösa instruktionerna till legaterna. Om kejsaren gick med på det förslag som han lade fram var påven redo att, om nödvändigt, närvara personligen vid ett koncilium. Påven sände också en färdigskriven trosbekännelse (regula fidei) som de östliga biskoparna skulle underteckna. Ambassaden lyckades inte uppnå några resultat. Anastasios bröt förhandlingarna, och sände med ambassaden ett undanglidande brev till Hormisdas.
Kejsaren skickade så ännu ett brev till Hormisdas samt ett annat till den romerska senaten; det senare syftade till att få senatorerna att ta ställning mot Hormisdas. Både senaten och kung Theoderik den store förblev dock trogna mot Hormisdas. Hormisdas följande svar var slutgiltigt. Under tiden hade flera skytiska, illyriska, och dardanianska biskopar anslutit sig till Rom. De skrev under Hormisdas trosbekännelse (regula fidei), och så gjorde även biskoparna i Epirus, vilka övertalades härtill av den romerska subdiakonen Pullio. 
Trosbekännelsen som Hormisdas skickat till Konstantinopel för underskrift och som dessa biskopar skrivit under, kallas Formula Hormisdae och nämndes flera gånger under första Vatikankonciliet. Den börjar med orden:
Prima salus est, regulam rectae fidei custodire et a constitutis Patrum nullatenus deviare. Et quia non potest Domini Nostri Jesu Christi praetermitti sententia dicentis: Tu es Petrus et super hanc petram aedificabo ecclesiam meam. Haec quae dicta sunt rerum probantur effectibus, quia in sede apostolica immaculata est semper Catholica conservata religio.
En andra apostolisk ambassad hade inte större framgång i Konstantinopel. I hemlighet försökte påvens utsända att få människor att underteckna trosbekännelsen, och när kejsaren fick höra detta förvisade han dem från staden och skickade dem tillbaka med ett skepp till Italien. Kejsaren bröt förhandlingarna den 11 juli 517 och tillät ingen att förespråka återförening med Rom. Han avled hastigt den 9 juli 518 under en storm. 
Kejsarens efterträdare, Justinus I, var en ortodox kristen, och uppmanades av folket att erkänna beslutet från konciliet i Chalkedon samt återförena den romerska och den grekiska kyrkan. Önskningarna upprepades vid en synod i Konstantinopel, varför en ambassad sändes till påven för att övertala honom att sända en ambassad för att påbörja återföreningen, eller själv komma till Orienten och utföra detta. Påven sände biskoparna Germanus av Capua och Johannes, en präst vid namn Blandus, två diakoner, Felix och Dioscurus, och en notarie, Peter, De fick samma instruktioner som förra ambassaden från 515. 
Alla påvens krav godkändes. Under skärtorsdagen, den 28 mars 519, i Konstantinopels katedral i närvaro av en stor skara med människor, ägde återföreningen rum och ratificerades under högtidliga former. De flesta östliga och grekiska biskopar skrev under Formula Hormisdae. En ny, ortodox patriark av Konstantinopel utsågs.
Mitt under all denna högtidlighet utbröt nytt bråk, om en formulering: "En i treenigheten blev korsfäst". Detta hade promulgerats i Konstantinopel år 519 av Johannes Maxentius och flera skytiska munkar som beskyddades av Justinianus I (Theopaschitiska striden). Påven och patriarken motsatte sig att denna formulering skulle bli dogm i kyrkan. Munkarna begav sig då till Rom där de ställde till med svårigheter; de vände sig också till de afrikanska biskoparna som då residerade på Sardinien. 
År 512 förklarade Hormisdas att denna formulering i fråga var, fastän den inte var falsk, farlig eftersom den möjliggjorde en falsk tolkning: att konciliet i Chalkedon inte behövde något tillägg.
Vid ungefär samma tid vädjade den afrikanska biskopen Possessor, på uppdrag av andra afrikanska biskopar, till påven att vidtaga åtgärder mot biskopen av Riez vars semipelagianism färgade av sig i vad denne skrev. Påven avfärdade munkarna som bråkmakare. Han förbjöd inte läsningen av Faustus från Reji verk utan beslutade att stryka vad som stred mot kyrkans doktrin och behålla vad som var värt att spara.
Hormisdas lät Dionysius Exiguus översätta grekiska kyrkans kanon till latin, och ordnade en nyutgåva av Gelasianus Decretum de recipiendis Libris. Han skrev flera brev till biskoparna i Spanien och Gallien och ecklesiastikala frågor, och gav vägledning i kyrkoförvaltningen. Han hade goda relationer med Theoderik den store. Liber Pontificalis räknar upp flera dyrbara gåvor som överlämnades till Peterskyrkan från den kungen och från kejsar Justinus I.
Strax före hans död mottog påven ryktet att vandalernas kung Thrasamund, som regerade Nordafrika, hade dött (523), och att de svåra förföljelser som katolikerna i den regionen utsatts för därmed hade upphört.
Hormisdas begravdes i Peterskyrkan. Texten i hans epitaf är bevarad.